# Bảo tàng Almería

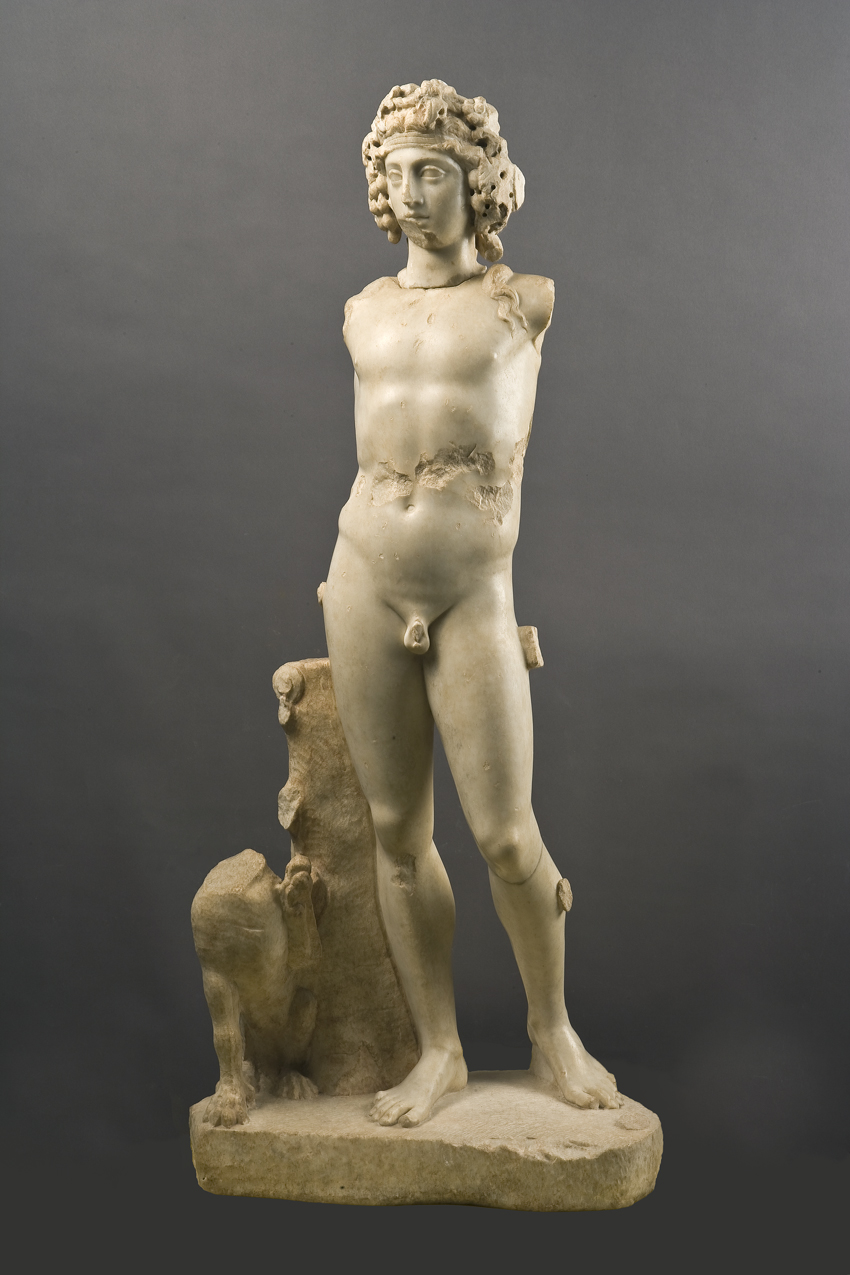
Đại diện chúa Bacchus. Điêu khắc đá cẩm thạch (Chirivel, Almería, Tây Ban Nha)

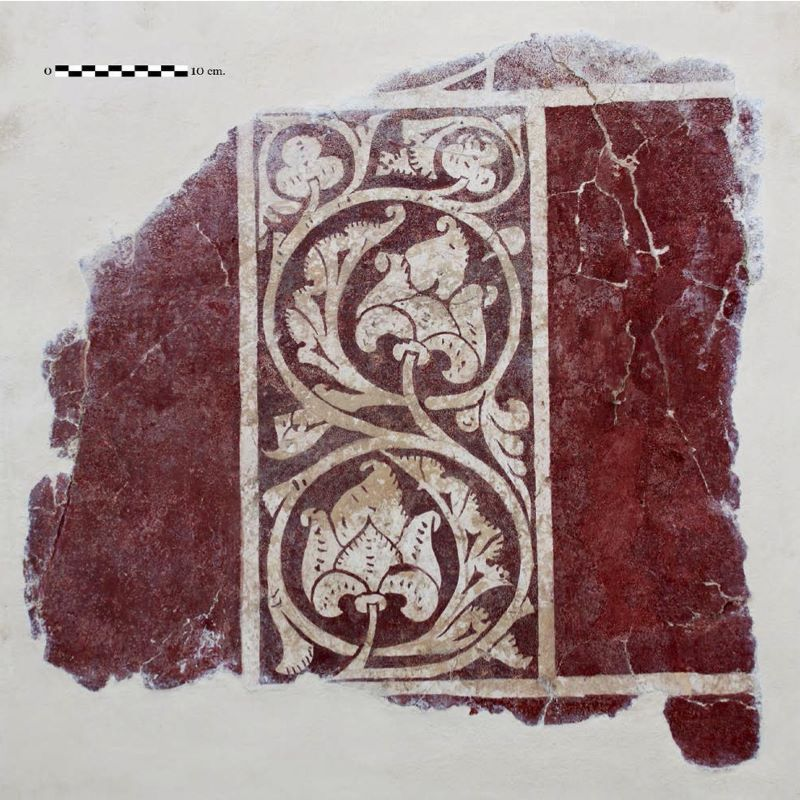
Stucco trang trí với phong cách hoa (Alcazaba của Almería, thế kỷ 11)

Bảo tàng Almería là một trong những bảo tàng quan trọng ở Almería (tỉnh) và gìn giữ một bộ sưu tập khảo cổ học lớn ở Almería. Bảo tàng nằm ở Almería (Andalucía, Tây Ban Nha), Carretera de Ronda Street, 91. Năm 2006, bảo tàng chuyển đến tòa nhà mới được thiết kế bởi Ignacio García Pedrosa y Ángela García de Paredes. Bảo tàng giành được giải PAD và ARCO năm 2004.

## Lịch sử
Nỗ lực đầu tiên trong việc thành lập bảo tàng Almería có từ thế kỷ 19. Năm 1880, nhà kỹ sư người Bỉ Luis Siret tìm thấy khu vực khảo cổ nổi tiếng nhất của vùng này. Theo các nghiên cứu khảo cổ của mình, Luis phát triển một bộ sưu tập về các kỷ vật cổ đại và sau đó ông đóng góp cho Bảo tàng Khảo cổ quốc gia với mong muốn rằng một phần của bộ sưu tập nằm ở Almería.

## Hình ảnh

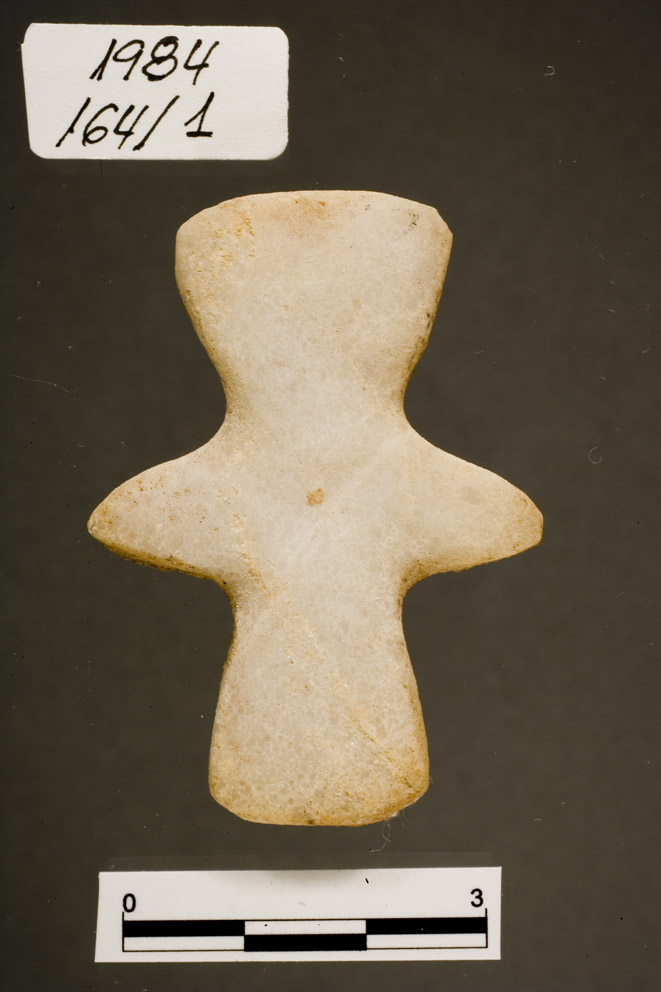
Chữ thập thần tượng tiền sử (Cantoria, Almería, Tây Ban Nha).
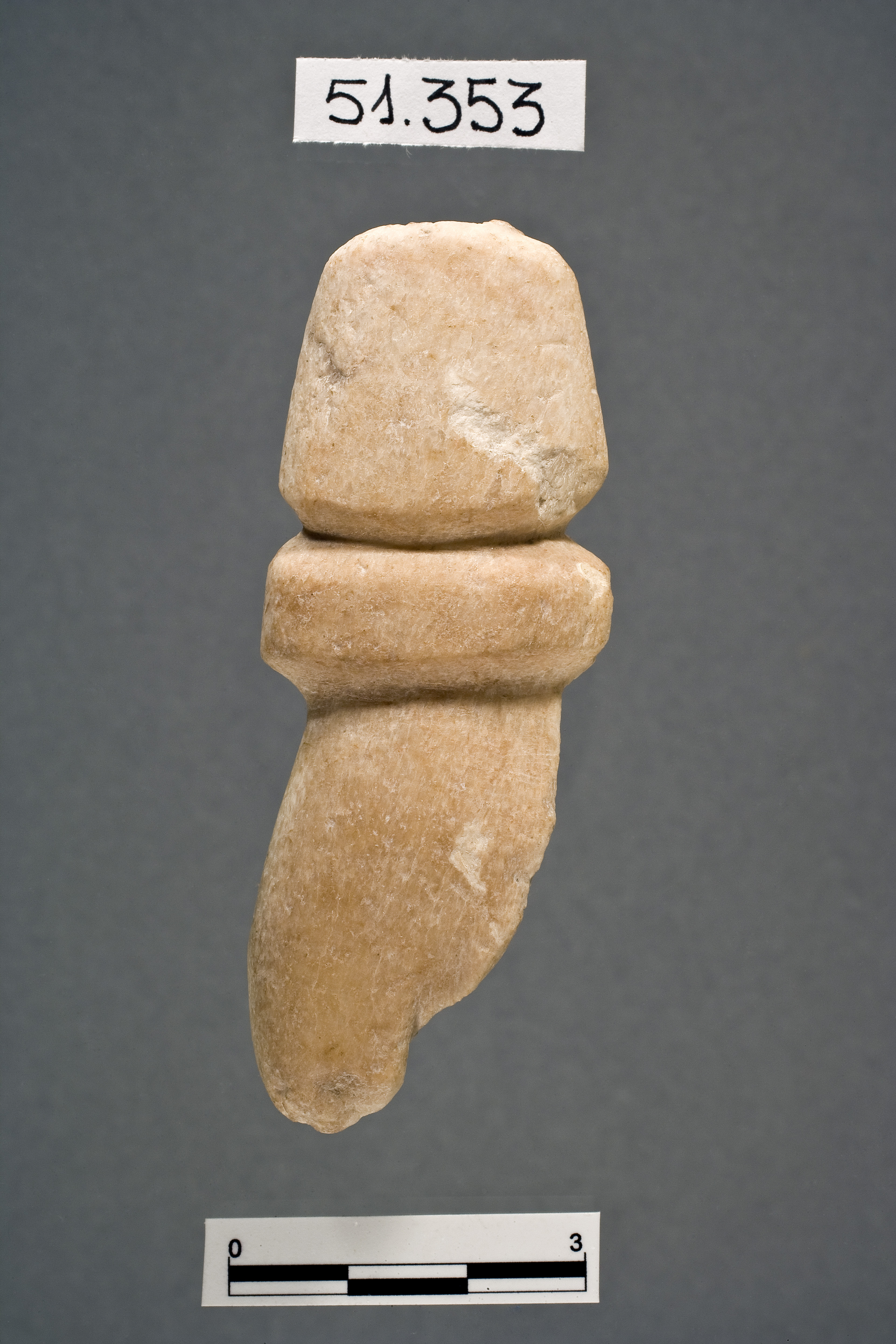
Thần tượng thạch cao tuyết hoa tiền sử (Rioja, Almería, Tây Ban Nha).
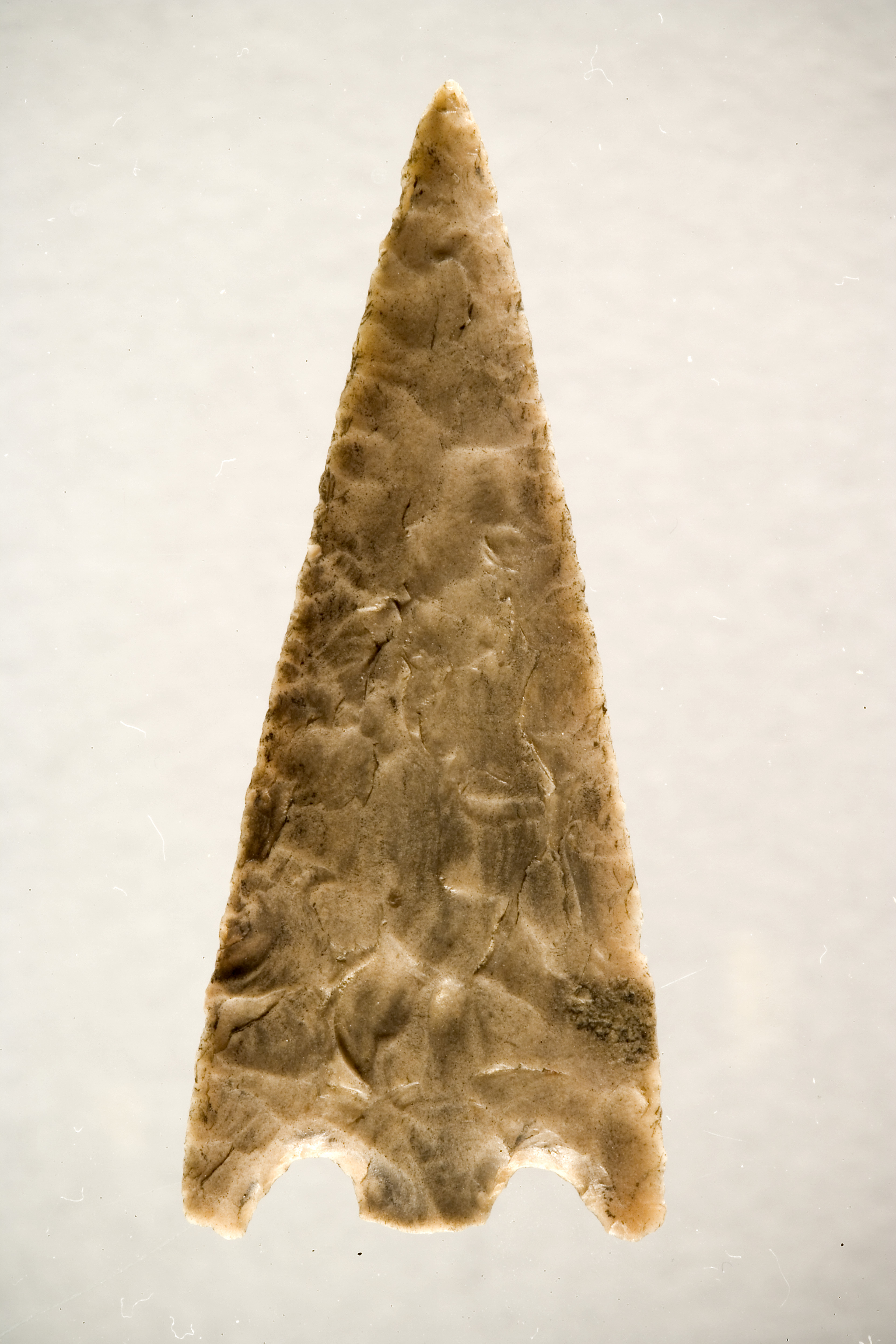
Đầu tên Flint (Xã hội tiền sử của Los Millares. 3200-2250 TCN).
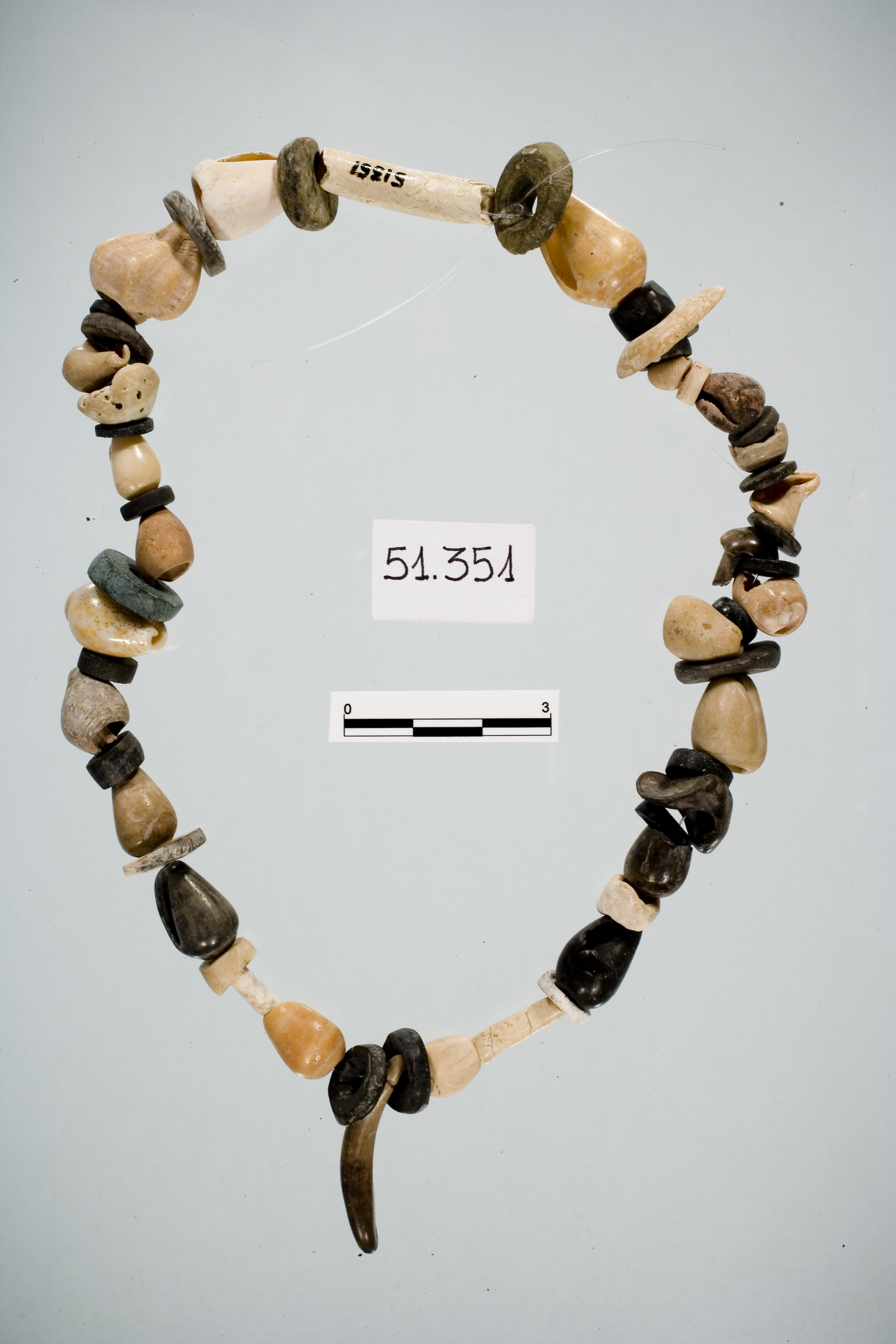
Vòng đeo cổ chứa 59 con sò có thời gian giữa Thời đại đồ đá mới (Vera, Almería, Tây Ban Nha).
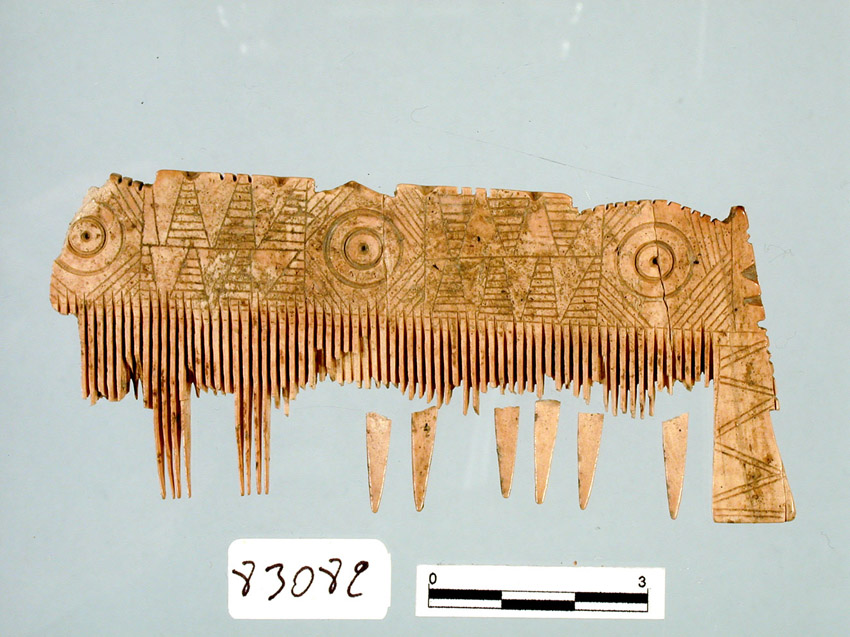
Lược ngà voi tìm thấy ở khu vực khảo cổ học El Chuche (Benahadux, Almería). Có niên đại giữa thế kỷ 4 và 2 TCN
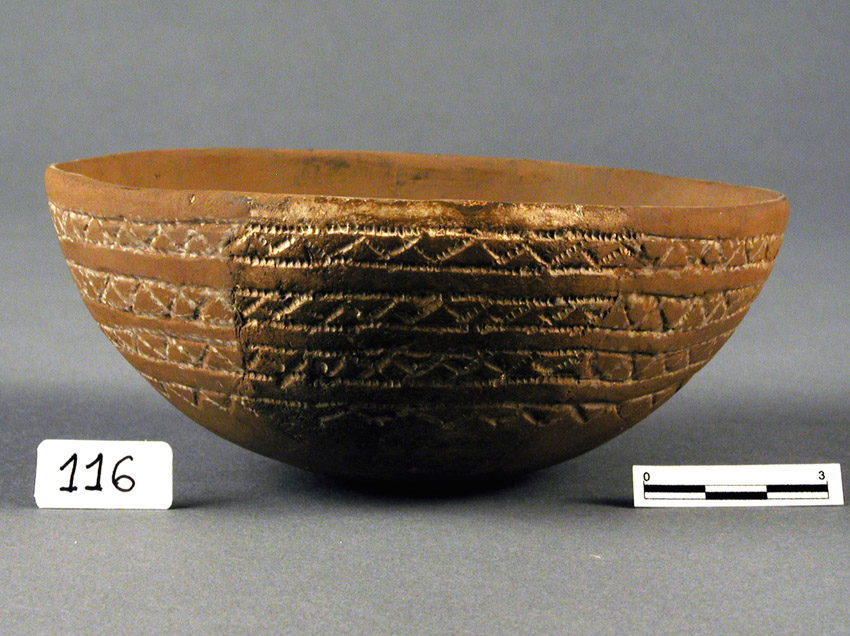
Cung từ ngôi mộ ở nghĩa địa Los Millares (Almería), một bộ quan trọng nhất của thời đại đồ đồng ở Tây Âu.
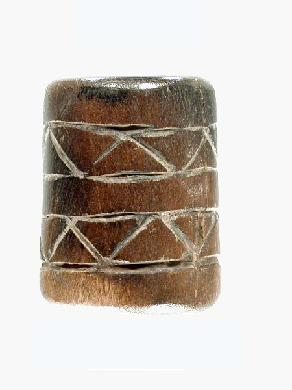
Bùa bằng xương. Xã hội tiền sử Los Millares. 3200-2250 TCN (Santa Fe de Mondujar, Almería, Tây Ban Nha).
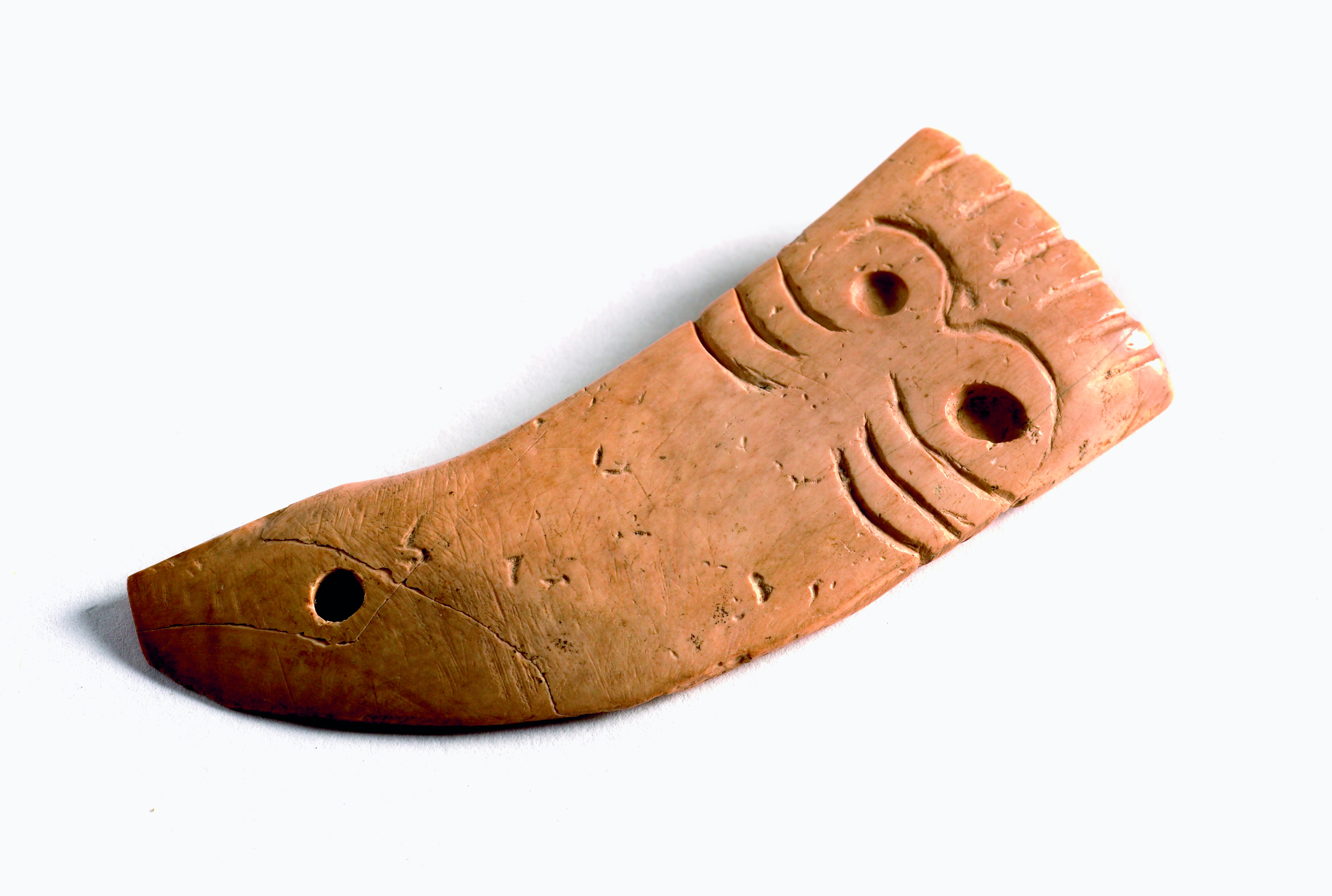
Thần tượng oculado xương hình sừng (Xã hội tiền sử Los Millares. 3200-2250 TCN).
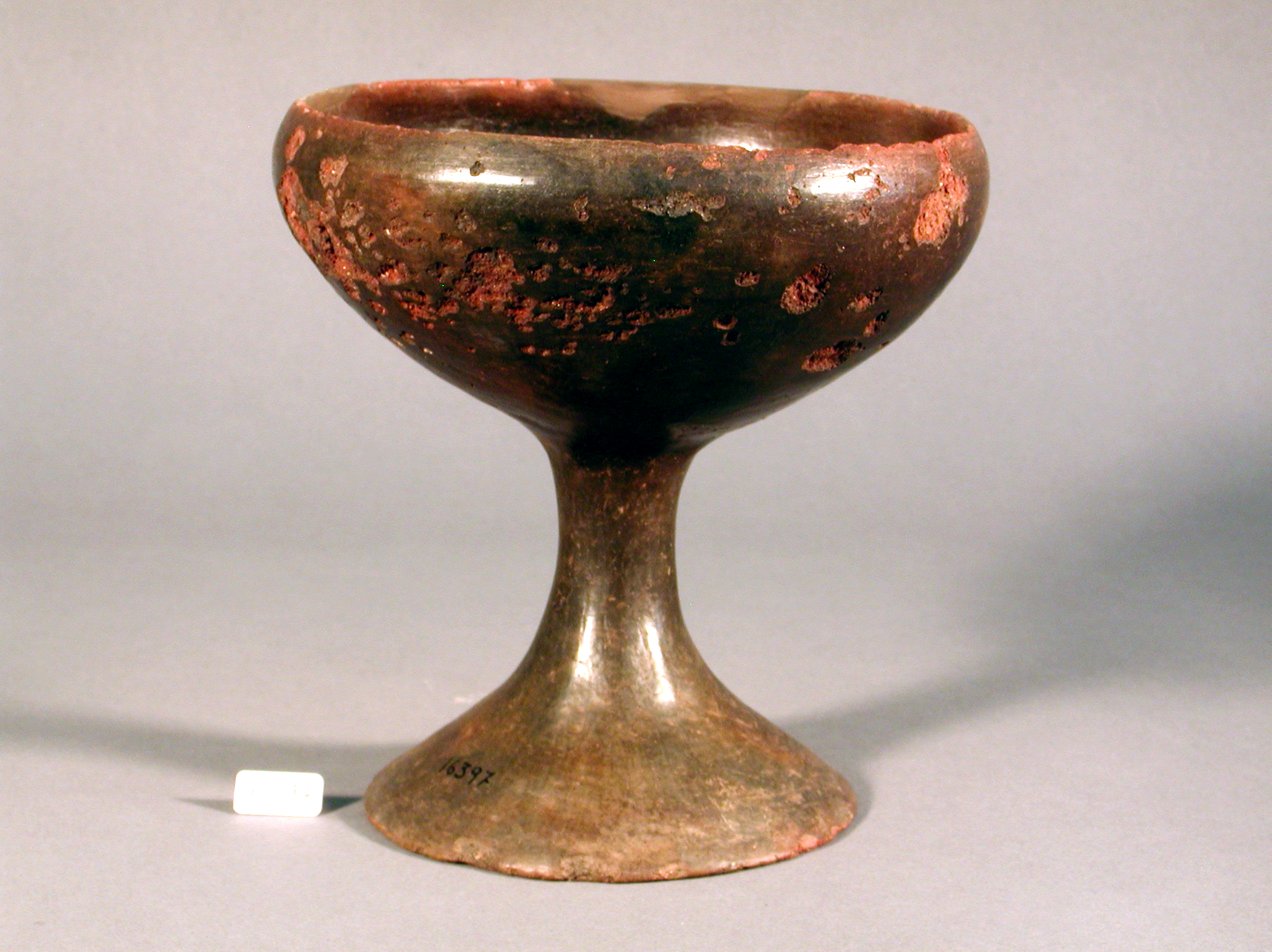
Cốc sứ Argárica. Tìm thấy ở El Ejido (Almería), từ một đám tang. Thời đại đồ đồng (1700-1300 TCN).
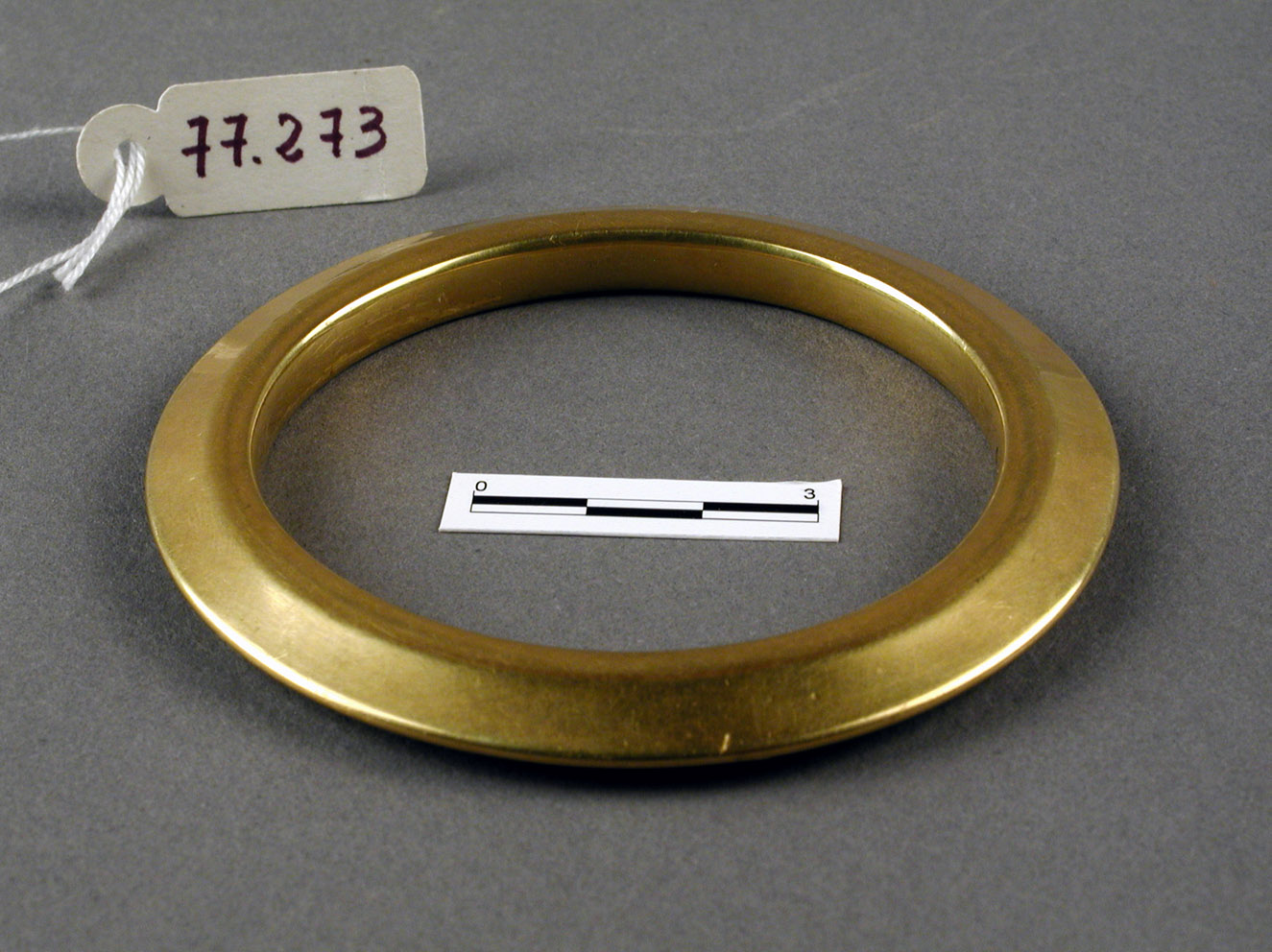
Vòng vàng. Xã hội tiền sử El Argar (2250-1550 TCN).
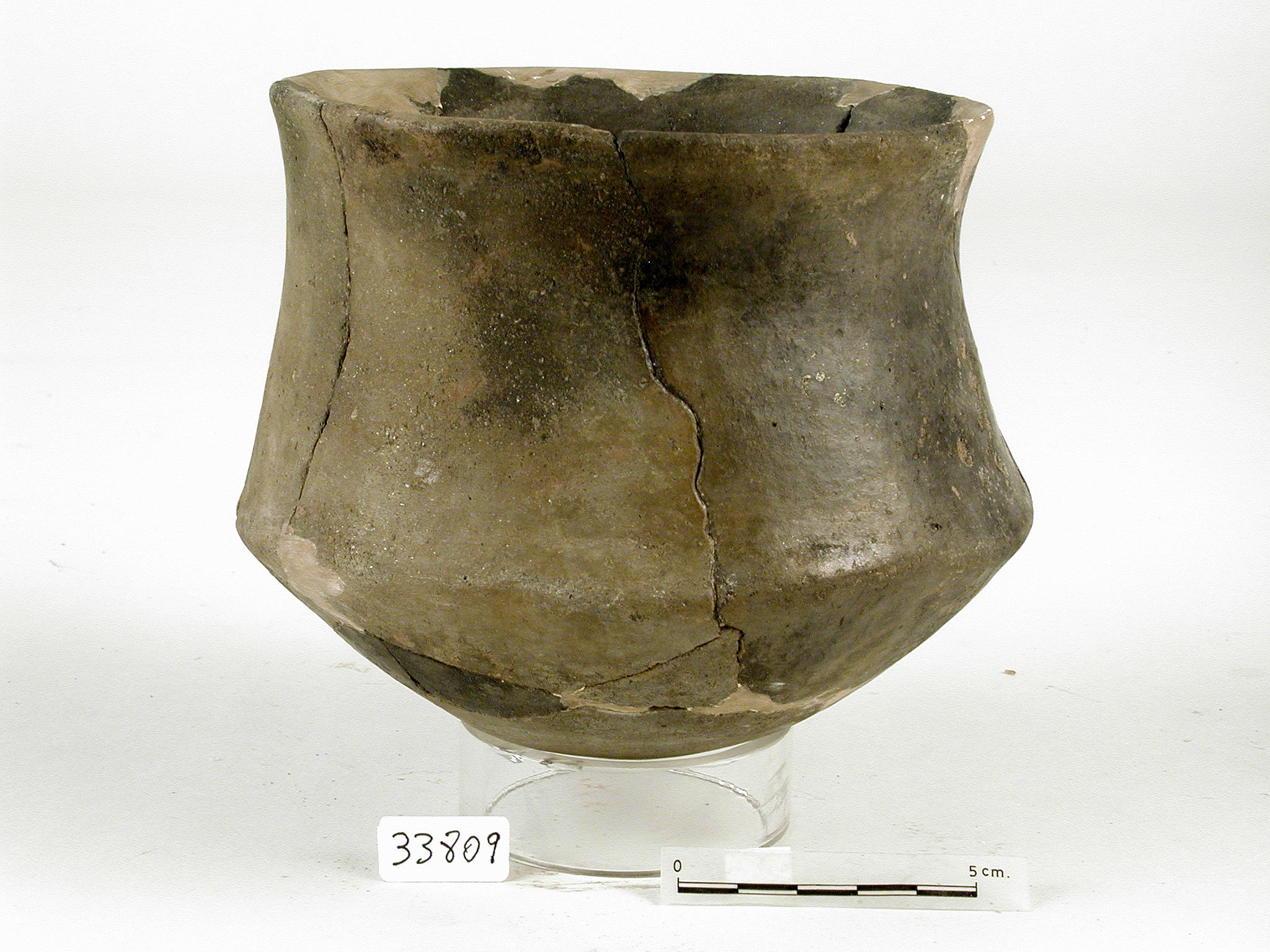
Tulepa đánh bóng argárica (Thời đại đồ đồng, 2250-1550 TCN).
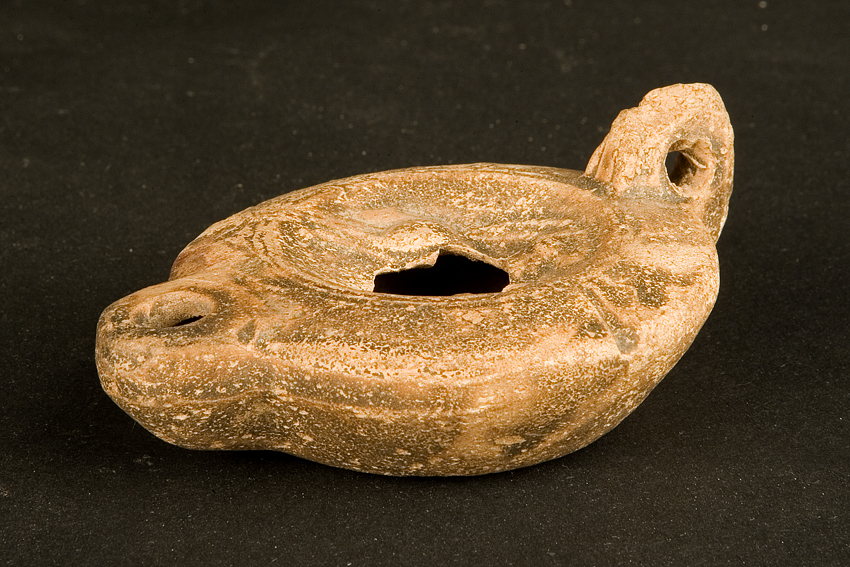
Lucerne Roma (206 TCN - 409).
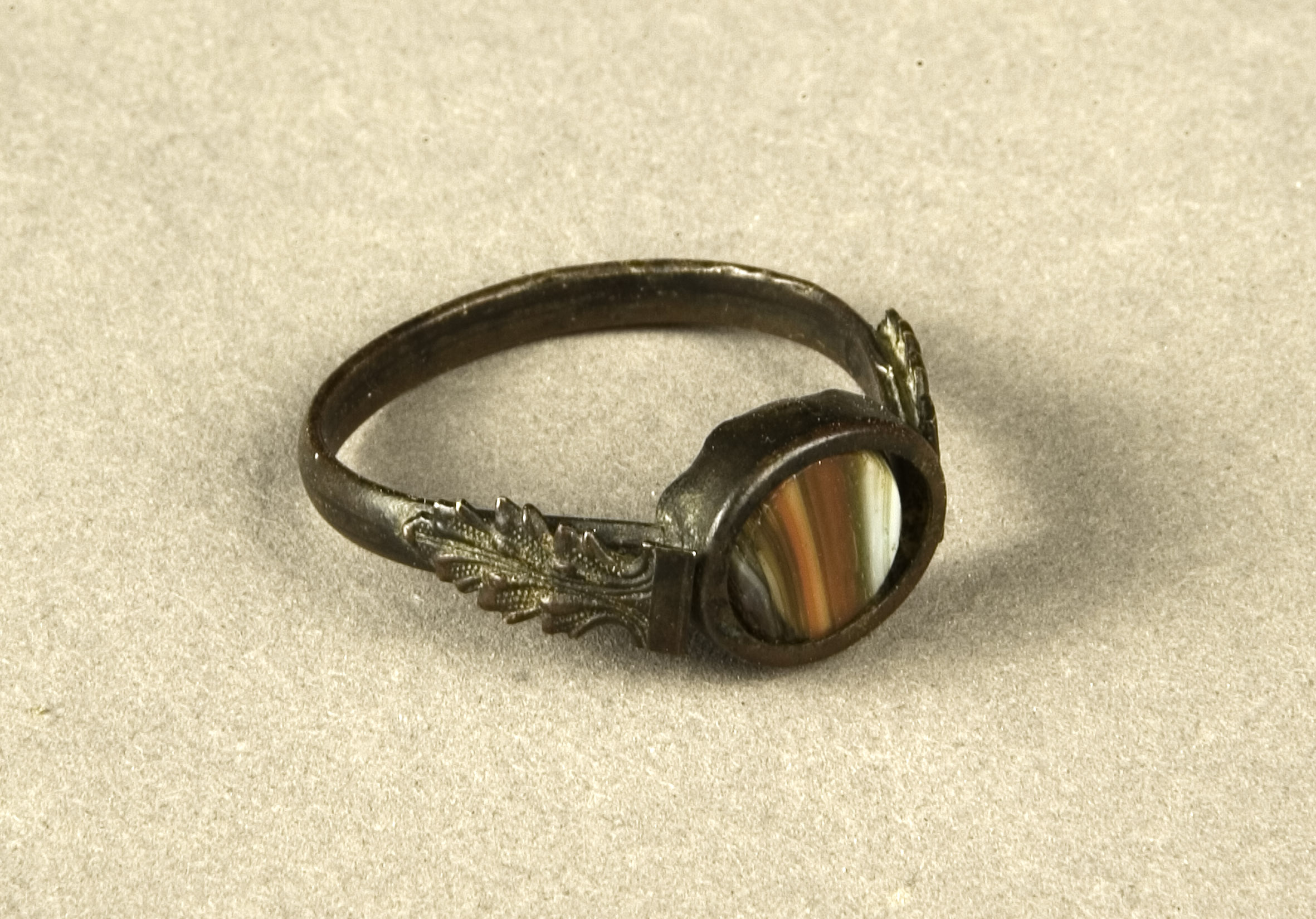
Nhẫn đồng với mã não (nằm ở Villaricos, Almería). Roma hóa (206 TCN - 409).
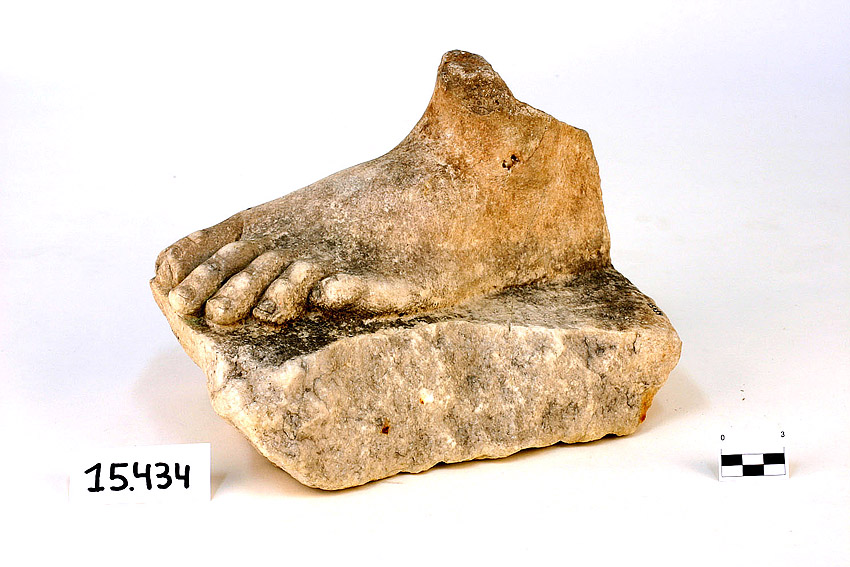
Mảnh điêu khắc chân trái người bằng đá cẩm thạch. Đế quốc La Mã (Villaricos, Almería).
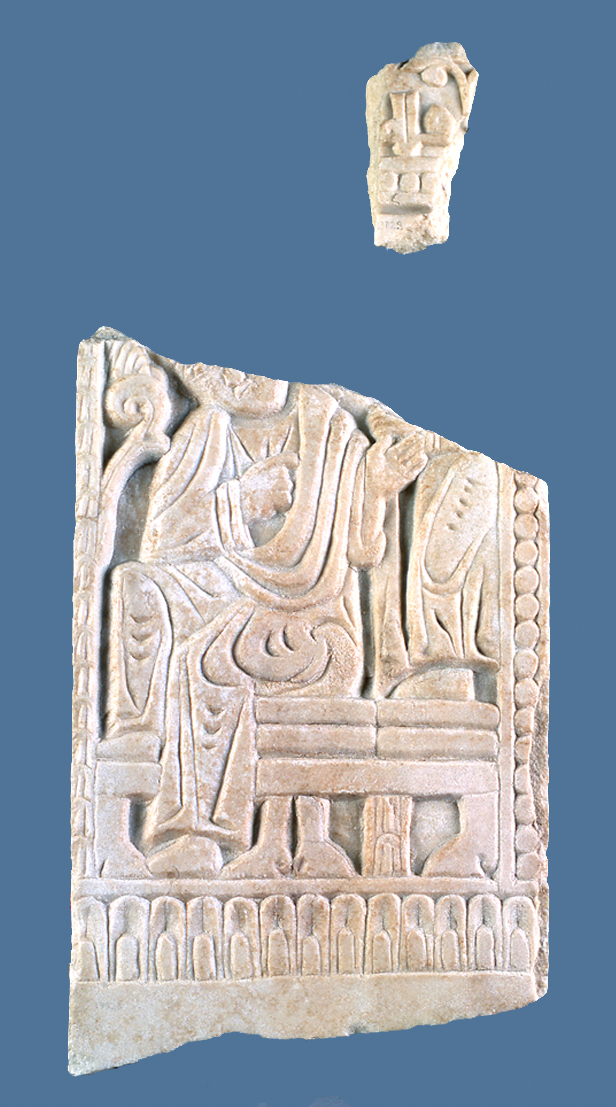
Bức phù điêu bằng đá cẩm thạch, duy nhất ở Tây Ban Nha và ở Hồi giáo phương tây thể hiện con người, Al-Andalus (thế kỷ 11).
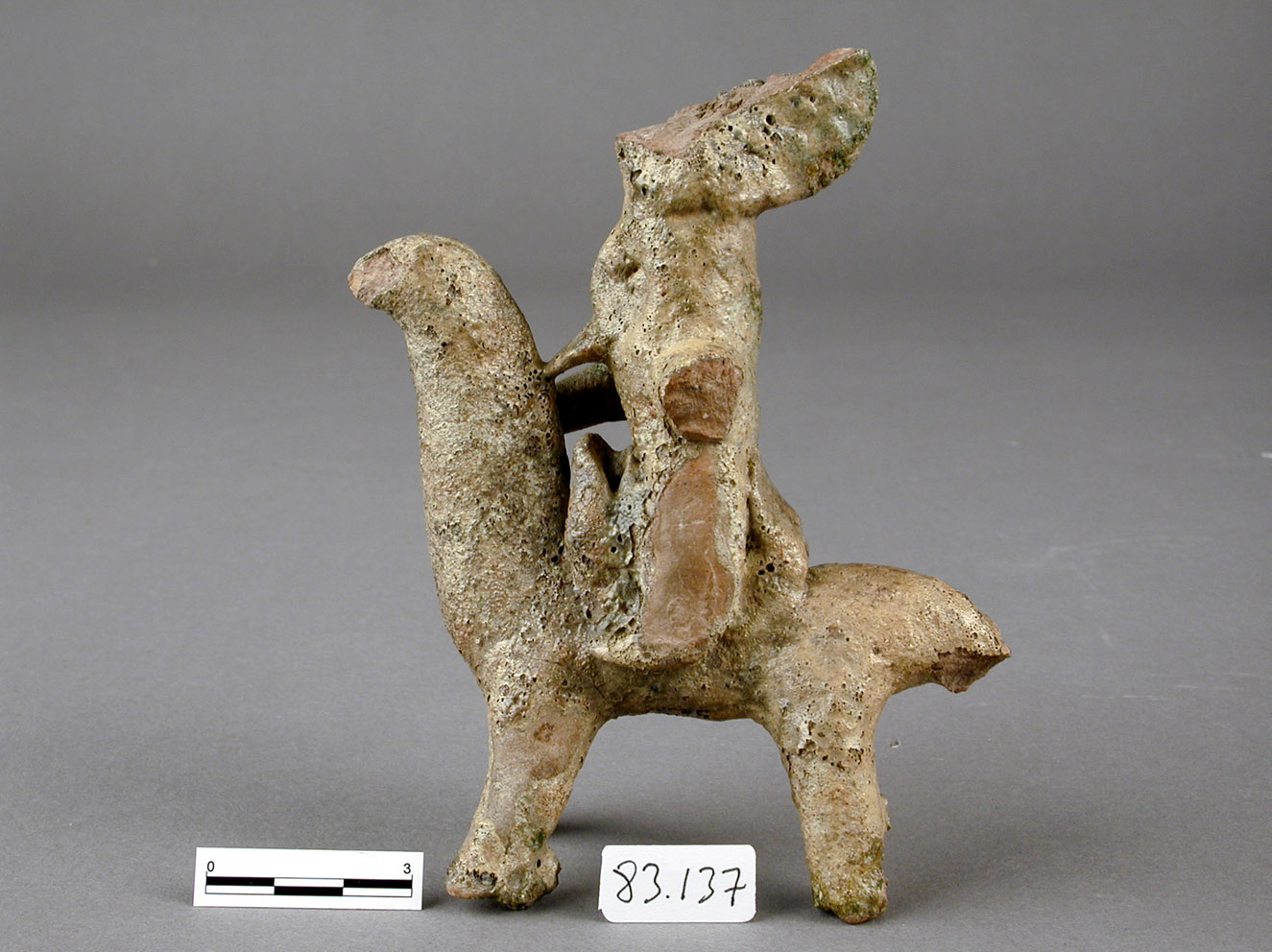
Các đồ chơi bằng tay. Tìm thấy ở Bayyana (Pechina, Almería). Al-Andalus (885-915).
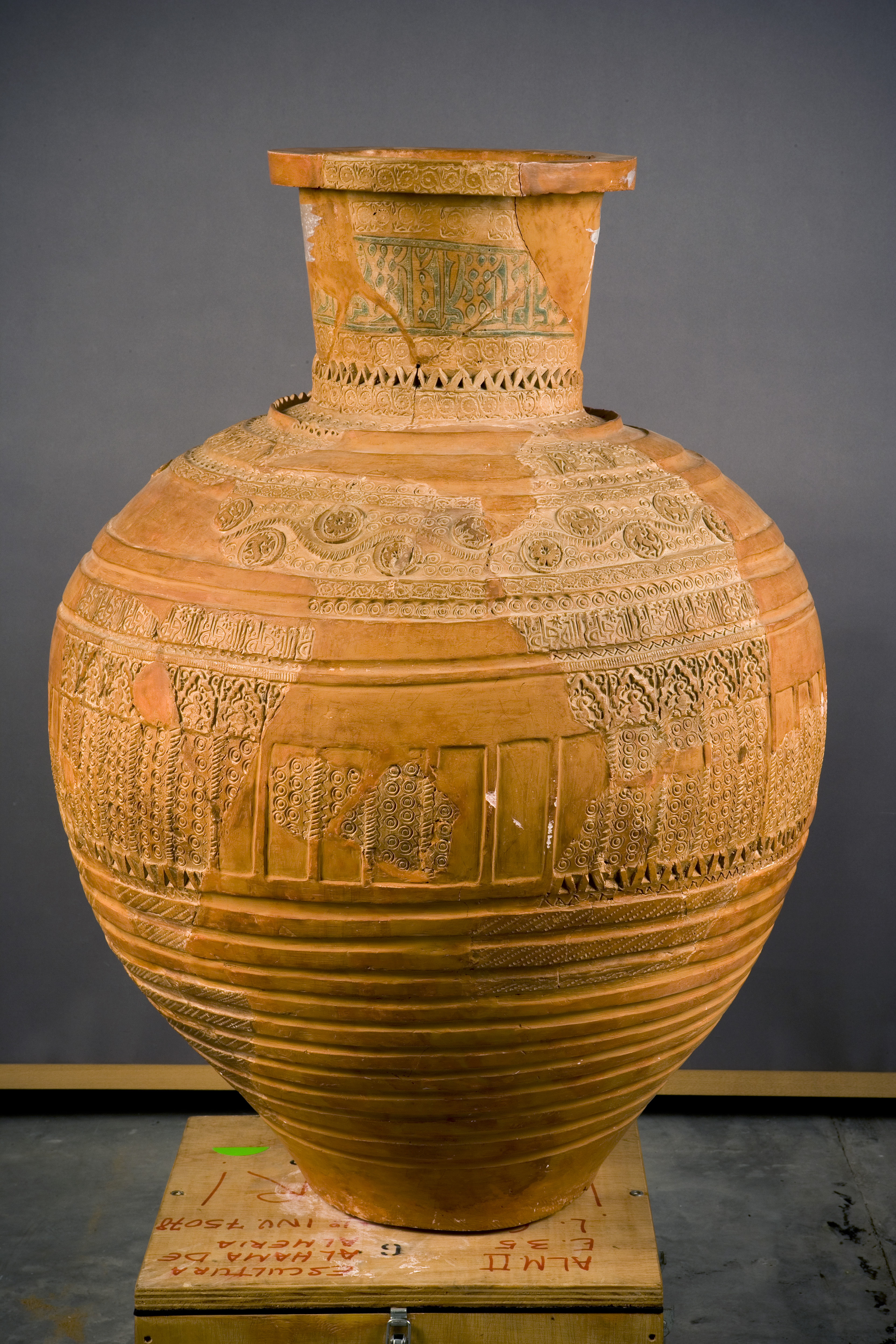
Gốm Almahade (Almería, 1157-1238).